# Dračí krev

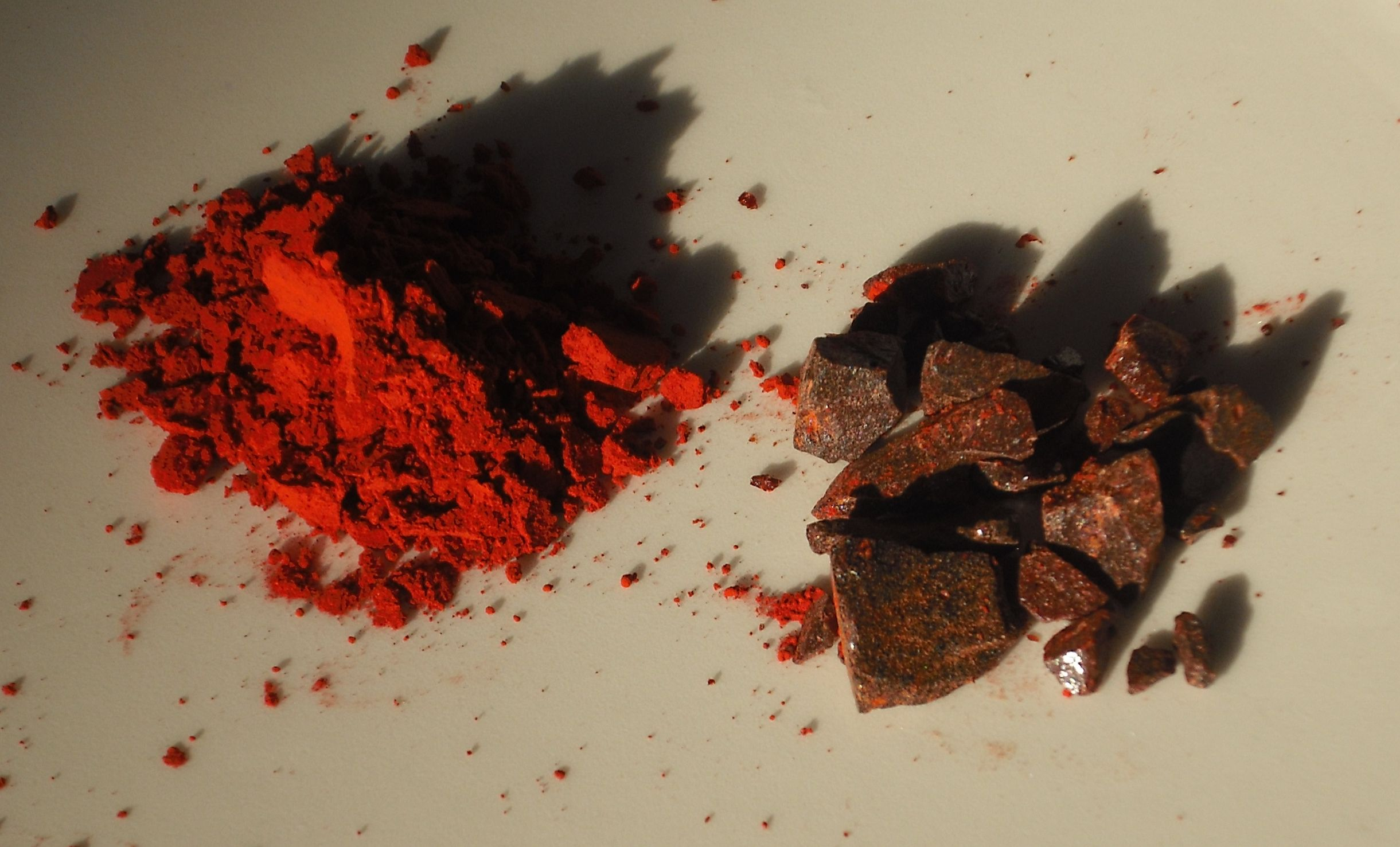
Drcená a celistvá dračí krev z palmy Daemonorops draco

Dračí krev je označení pro pryskyřici několika různých druhů dřevin. Vesměs je tmavočervené barvy, bez výrazné vůně, užívá se k vykuřování nebo k technickým účelům, jako je výroba laků. Byla jí připisována i řada magických vlastností, využívala se k barvení látek, ale též k alchymistickým pokusům.
Jedná se mimo jiné o následující dřeviny, náležející do několika čeledí:
- dračinec rumělkový (Dracaena cinnabari), čeleď chřestovité
- dračinec dračí (Dracaena draco), chřestovité
- kroton Croton lechleri, pryšcovité
- čertovec Daemonorops draco, arekovité
- rotan rákosový (Calamus rotang), arekovité
- křídlok Pterocarpus draco, bobovité